# Ambeyrac
Ambeyrac é uma comuna francesa na região administrativa de Occitânia, no departamento de Aveyron. Estende-se por uma área de 11,24 km². Em 2010 a comuna tinha 183 habitantes (densidade: 16,3 hab./km²).